# Скандинавський лебідь
Nordic Ecolabel або Скандинавський лебідь є офіційним екологічним знаком сталого розвитку для продуктів із скандинавських країн. Він був запроваджений Радою міністрів Північних країн у 1989 році. Логотип заснований на логотипі Північної ради, прийнятому в 1984 році, який символізує довіру, чесність і свободу. Скандинавський лебідь охоплює 67 різних груп продуктів, від мила для рук до меблів і готелів.
Скандинавський лебідь — це система добровільних ліцензій, у якій заявник погоджується дотримуватися критеріїв, установлених Nordic Ecolabelling. Ці критерії включають екологічні аргументи, якість і здоров'я. Рівні критеріїв просувають продукти та послуги, що належать до найбільш екологічно чистих, і враховують такі фактори, як вільна торгівля та пропорційність (витрати проти переваг).
Компанії, які використовують етикетку Скандинавського лебедя для своїх продуктів, повинні перевірити відповідність, використовуючи зразки з незалежних лабораторій, сертифікати та контрольні візити. Мітка зазвичай дійсна протягом трьох років, після чого критерії переглядаються, і компанія повинна повторно подати заявку на отримання ліцензії.
Nordic Ecolabel вперше з’явилася в Сполучених Штатах через невелику пропозицію північних продуктів. KCK Industries і ABENA представили Bambo Nature, екологічно чисті дитячі підгузки. Успіх цієї пропозиції призвів до розширення Скандинавського лебедя у США.
Норвегія та Швеція запровадили Скандинавський лебідь у 1989 році, Фінляндія у 1990 році, Ісландія у 1991 році та Данія у 1998 році. 

Емблема Скандинавський лебідьЕмблема Скандинавський лебідь